# Бокле, Бен
Бенжаме́н Бокле́ (французское произношение) или Бе́нджамин Бокле́ (английское произношение; фр. и англ. Benjamin Bocquelet), более известный как Бен Бокле́ (фр. и англ. Ben Bocquelet; родился 27 июня 1980 года) — франко-английский аниматор, режиссёр, писатель и продюсер. Он известен, как создатель мультсериала «Удивительный мир Гамбола», над которым он работает совместно с Джеймсом Ламонтом и Джоном Фостера. Он также является режиссёром короткометражного фильма «The Hell's Kitchen» (Адская кухня) 2003 года. Когда в 2007 году была создана компания Cartoon Network Development Studio Europe, Бена Бокле наняли для помощи людям представить свои проекты в сеть после увольнения европейских подразделений Nickelodeon и Jetix. Однако, когда студия решила предоставить право сотрудникам самостоятельно представлять свои проекты, Бокле решил взять некоторых неиспользованных персонажей, созданных им для рекламы, и поместить их в один сериал с школьным сеттингом. Даниэль Леннард, вице-президент Original Series and Development at Turner Broadcasting UK, положительно встретил идею, и ей был дан зелёный свет.

## Удивительный мир Гамбола
После того, как Бен Бокле покинут Studio AKA, её креативный директор предложил Бену присоединиться к новой студии Cartoon Network в Лондоне, студии Cartoon Network Development Studio Europe. Он получил там работу, заключавшейся в помощи другим людям передать свои проекты телеканалу, а затем придумал свою идею: шоу «Гамбол» про отвергнутых мультипликационных персонажей, посещающих коррекционную школу, однако продюсеры посчитали её слишком грустной. Вскоре он пересмотрел свою идею и сделал её более весёлым семейным комедийным ситкомом. Продюсерам понравилась эта идея, и началась работа над шоу, в будущем ставшем «Удивительным миром Гамбола». Бен Бокле назвал некоторых персонажей в честь своих родственников (Николь, Ричард и Анаис названы в честь его матери, отца и сестры соответственно). Сама фамилия главных героев, «Уоттерсоны», дана в честь автора комикса «Кельвин и Хоббс» Билла Уоттерсона.

## Фильмография
| Год  | Заголовок                      | Роль                      | Примечания             |
| ---- | ------------------------------ | ------------------------- | ---------------------- |
| 2003 | The Hell's Kitchen             | Со-сценарист, со-режиссёр | Короткометражный фильм |
| 2006 | The Little Short-Sighted Snake | Дизайнер                  | Короткометражный фильм |

### Телевидение
| Трансляция | Проект                   | Канал           | Роль                                            | Количество эпизодов |
| ---------- | ------------------------ | --------------- | ----------------------------------------------- | ------------------- |
| 2011–2018  | Удивительный мир Гамбола | Cartoon Network | Создатель, со-сценарист, продюсер, арт-директор | 240                 |

## См. Также
- Сет Макфарлейн
- Мэтт Грейнинг
- Джастин Ройланд
- Трей Паркер
- Пендлтон Уорд
- Джеймс Куинтел
- Стивен Хилленберг